# 小行星7098
小行星7098（英語：7098 Reaumur）是一颗围绕太阳公转的小行星。1993年10月9日，艾瑞克·怀特·埃尔斯特在拉西拉天文台发现了此天体。
这颗小行星的绝对星等为84.59723等。